# Трофическая язва
Трофи́ческие я́звы — это длительные дефекты тканей, которые с трудом заживают. Большинство из них развиваются на фоне варикозного расширения вен, которое приводит к хронической венозной недостаточности. Чаще всего язвы локализуются на нижней трети голени. Болезнь может осложняться вторичной инфекцией — рожей.
Трофические язвы (греч. trophe пища, питание) — большая группа язв нейрогенно-трофического происхождения, отличающихся торпидным течением, склонностью к рецидивированию и резистентностью к консервативному лечению.
Симптомы трофической язвы: кожа вокруг язвы отечная, уплотнённая. Часто бывают мокнущая экзема, дерматит.

## Лечение
Для лечения трофических язв применяют консервативные и оперативные методы. При консервативном лечении в зависимости от этиопатогенеза трофических язв назначают сосудорасширяющие и антибактериальные средства, витамины, протеолитические ферментные препараты, антикоагулянты и дезагреганты.
Консервативное лечение может в ряде случаев дать хороший результат, например при сахарном диабете и некоторых коллагеновых болезнях (при длительном и адекватном лечении основного заболевания), а также при заболеваниях вен, если удаётся с помощью консервативных методов снять венозный стаз. Наиболее эффективна консервативная терапия при постельном режиме, который назначают особенно в случаях воспаления окружающих язву тканей; больной конечности придают возвышенное положение. Для местного консервативного лечения небольших по площади трофических язв используют протеолитические ферменты (трипсин, химопсин и др.), искусственные покрытия трофической язвы на основе коллагена (комбутек и др.), фибрина, желатина или с помощью консервированной ксенокожи и аллокожи. Применяют также лазер, ультразвук и другие формы физиотерапии, бальнеол. процедуры, лечебную физкультуру.
Основной целью физиотерапии трофических язв является улучшение микроциркуляции в зоне язвенного дефекта с нормализацией оттока и притока крови (в зависимости от причины, вызвавшей появление язвы). Для достижения этой цели прежде всего необходимо лечить то заболевание, которое осложнилось развитием трофических язв.
Кроме основной цели, при проведении физиотерапии необходимо решать задачи борьбы с инфекцией, стимуляции адаптационно-трофической функции симпатической нервной системы, рост грануляции и эпителизации, обезболивания, нормализации метаболических процессов.
Физические методы лечения направлены на уменьшение ишемии (сосудорасширяющие, антигипоксические и антиоксидантные методы), уменьшение воспаления (противовоспалительные методы), усиления трофики и метаболизма тканей (репаративно-регенеративные фибромодулирующие методы) и гибель микроорганизмов (бактерицидные методы).